# Mina Sluijter

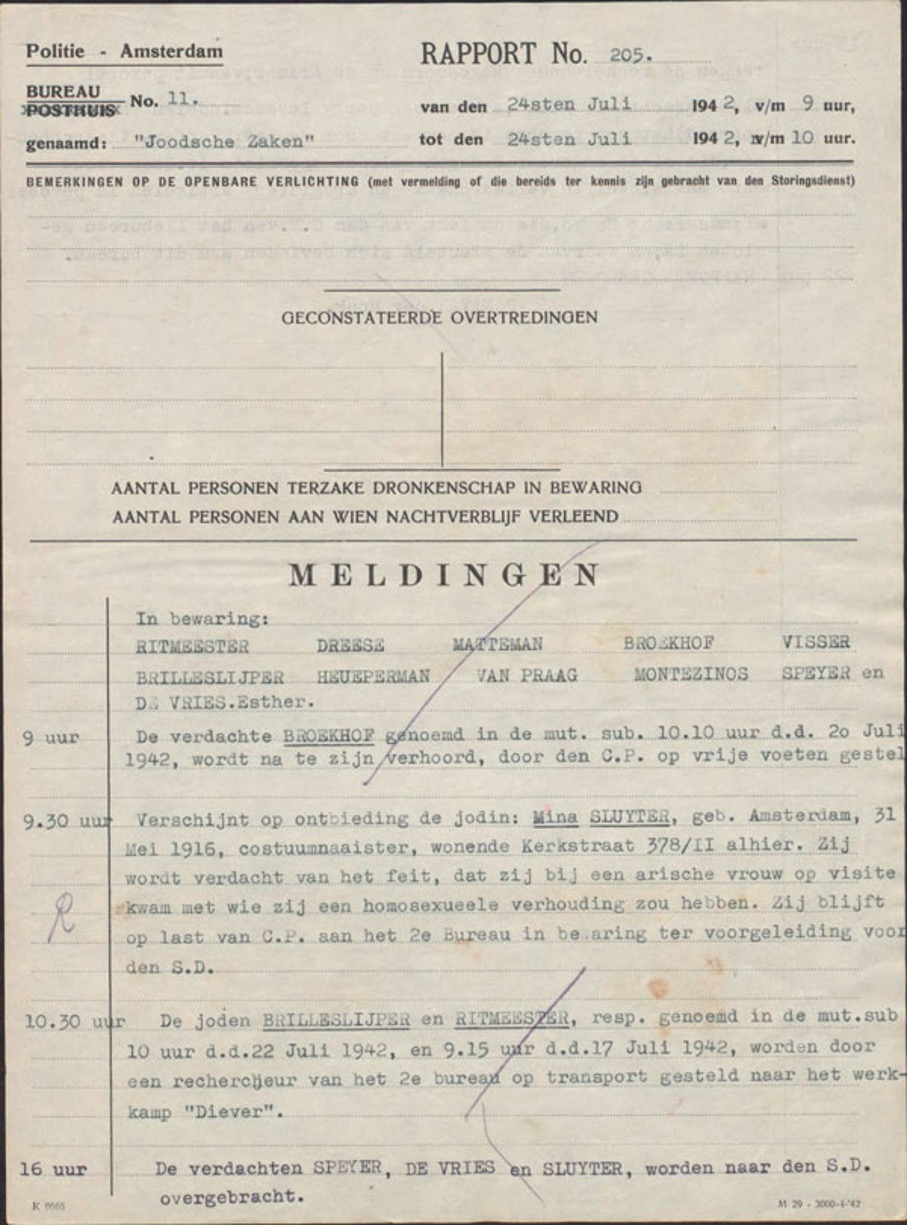
Melding van de 'ontbieding' van Mina Sluijter op het politiebureau van Amsterdam

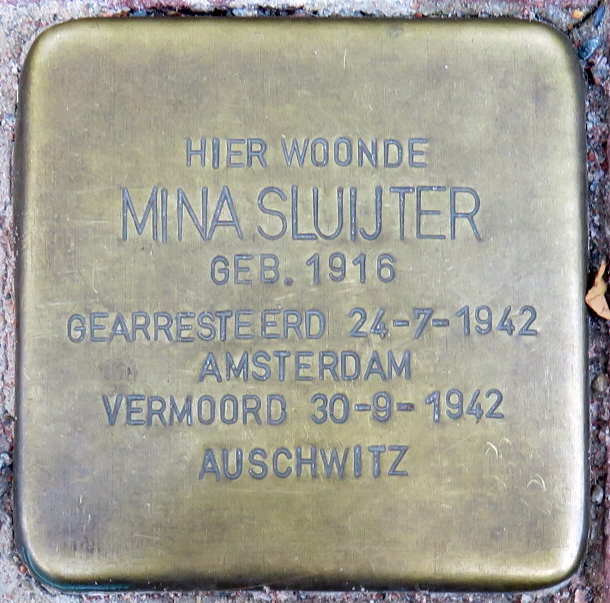
Stolperstein voor Mina Sluijter

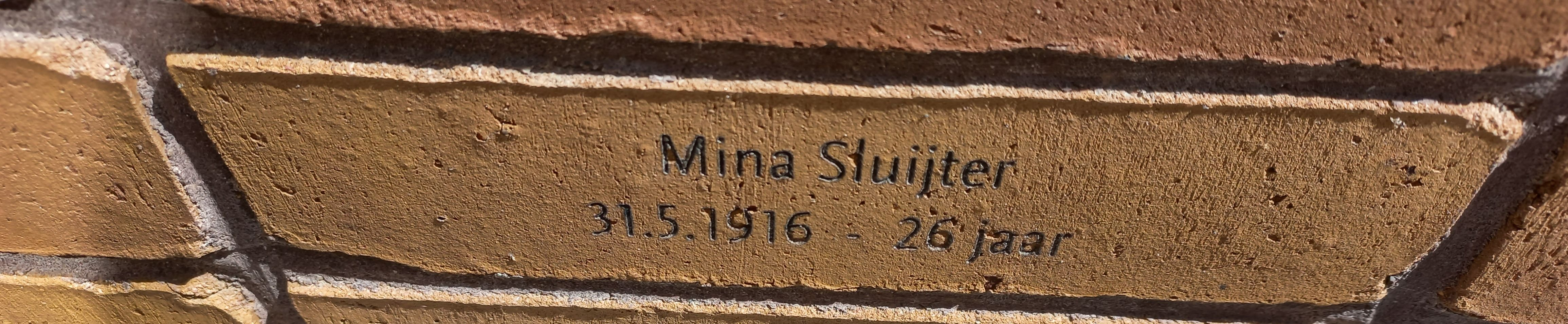
Mina Sluijter op het Holocaust Namenmonument (juli 2023)

Mina Sluijter (Amsterdam, 31 mei 1916 - Auschwitz, 30 september 1942) was een Nederlandse naaister en costumière. Zij werd tijdens de Tweede Wereldoorlog in vernietigingskamp Auschwitz vermoord vanwege haar seksuele oriëntatie en Joodse achtergrond.

## Levensloop
Mina Sluijter was een dochter van koopman Levie Sluijter en Leentje Sluijter-Klijnkramer. Ze had zeven zussen en drie broers. In 1942 woonde zij op de Kerkstraat 378-II met een niet-Joodse vrouw, met wie ze daarvoor al op Amstel 178 had gewoond bij het café (Queen) Mary van Mary Milton. Haar beroep was destijds kleermaakster. In juli 1942 werd zij door een buurvrouw aangegeven en werd zij ontboden op het bureau. Haar werd verweten seksueel contact te hebben met een "Arische" vrouw. De aantekening van het Bureau Joodsche Zaken op 24 juli 1942 luidt In bewaring voor homoseksualiteit 24-7-1942, ook Jodin, overgebracht naar SD. Zij werd twee maanden na haar arrestatie op 26-jarige leeftijd in Auschwitz vermoord.
Mina Sluijters beide ouders werden op 21 mei 1943 vermoord in vernietigingskamp Sobibór; drie van haar broers en zussen kwamen om in Sobibór, drie van hen stierven in Auschwitz.

## Homoseksualiteit in Nederland tijdens de Tweede Wereldoorlog
De Amsterdamse politie hield voor de oorlog al lijsten bij van personen die men verdacht van homoseksuele contacten of die daarvoor eerder opgepakt waren. Brigadier Jasper van Opijnen hield al sinds 1920 in opdracht van de zedenpolitie Amsterdamse homoseksuelen in de gaten. In 1940 stelde de bezetter homoseksualiteit onder mannen strafbaar door middel van  een verordening van de Rijkscommissaris. Het Algemeen Politieblad van 7 mei 1942 meldde dat Joodsche verdachten van overtredingen van Verordeningen van den Rijkscomissaris en beschikkingen van den Commissaris Generaal voor de Openbare veiligheid  altijd ingesloten moesten blijven en ter beschikking SD. In de maanden juli en augustus 1942 arresteerde Van Opijnen verschillende homoseksuelen van wie hij de namen en seksuele geaardheid kende.

## Eerbetoon aan Sluijter
Op 3 augustus en 8 oktober 2021 zijn in Amsterdam in totaal negen Stolpersteine gelegd voor homoseksuele Joden en verzetsmensen. Het waren de eerste Stolpersteine in Nederland voor personen van wie bekend is dat zij, behalve Joods of verzetsstrijder, ook lesbisch of homoseksueel waren. Stolpersteine, sinds 1992 gemaakt door de kunstenaar Gunter Demnig, zijn steentjes met een messing plaatje erop waarmee slachtoffers van het nationaalsocialisme rond en tijdens de Tweede Wereldoorlog worden herdacht. Zij worden in de stoep geplaatst voor de laatste (vrij gekozen) woning van de slachtoffers, voor Mina Sluijter op Kerkstraat 378-II. Op het messing plaatje staan onder meer de naam van het slachtoffer en de plaats en datum waar het slachtoffer werd vermoord of is overleden.
Toen de gemeente Amsterdam de Kerkstraat renoveerde, werden de Stolpersteine in deze straat verwijderd. Ze werden op 22 april 2022 herplaatst in aanwezigheid van een aantal familieleden, onder wie kinderen en kleinkinderen van Mina’s zus en broer die hadden gereageerd op een oproep op het Joods digitaal Monument. Mina Sluijters lesbisch zijn was bekend in de familie Sluijter, maar vormde daar geen probleem.
Haar naam is opgenomen in het Holocaust Namenmonument aan de Weesperstraat.

## Kerkstraat 378
Kerkstraat 378 was tijdens de Tweede Wereldoorlog een gebouw met een bedrijfsetage en drie woonverdiepingen en daarop nog een kap. In de jaren vijftig vertoonde het tekenen van verzakking, waarna het tussen 1962 en 1966 werd afgebroken. Er werd een muur gemetseld tussen 376 en 380; de muren van beide gebouwen werden door bewaarde verdiepingsbalkconstructies gestut. Rond 1987 kwam er nieuwbouw onder ontwerp van architect J.C. van der Kroon uit 't Veld.